# What Happened to the Heart?
What Happened to the Heart? é o quinto álbum de estúdio da cantora, compositora e produtora musical norueguesa Aurora. Foi lançado em 7 de junho de 2024 pela Decca, Glassnote e Petroleum Records. Escrito e gravado entre a Noruega, Alemanha, Reino Unido e Estados Unidos, Aurora trabalhou com Ane Brun, Matias Tellez, Tom Rowlands, Chris Greatti, Dave Hamelin e Magnus Skylstad em sua produção. Inspirado por uma carta coescrita por ativistas indígenas, Aurora começou a trabalhar no álbum durante uma turnê mundial em apoio ao seu lançamento anterior, The Gods We Can Touch, e o concebeu como um processo catártico. É um álbum indie pop e disco com elementos de techno e música folk.
Foi precedido pelo lançamento de três singles: "Your Blood", "The Conflict of the Mind" e "Some Type of Skin", bem como o single promocional "To Be Alright". "Starvation" seguiu como quarto single, lançado em paralelo com o álbum. Para promover o álbum, Aurora embarcará em turnê mundial What Happened to the Earth? entre junho de 2024 e agosto de 2025.

## Antecedentes
Em abril de 2022, Aurora leu uma carta co-escrita por ativistas indígenas intitulada "We Are the Earth", que, segundo a revista The Line of Best Fit, "mudou sua vida". A carta apelava a uma revolução: uma resposta colectiva ao aquecimento global. Eles descreveram o planeta como "o coração que pulsa dentro de nós", afirmação que levou Aurora a criar o título e o conceito do álbum. Ela começou a escrever o álbum durante a turnê de The Gods We Can Touch, seu álbum anterior lançado em 21 de janeiro de 2022. Em janeiro de 2023, Aurora confirmou que estava de volta ao estúdio de gravação trabalhando em novas músicas, que ela chamou de "tantos bebês".
What Happened to the Heart? foi anunciado por meio de suas redes sociais em 28 de março de 2024. Ela apelidou o álbum como seu projeto mais pessoal e catártico em sua carreira. Num comunicado de imprensa, ela acrescentou: "Embora a sua função e anatomia precisas não fossem claramente compreendidas, acreditava-se que o coração era o centro da alma. Da intuição. Da emoção e da intenção. Até decidirmos que estas eram qualificações da mente. Emoção dominada pela lógica. E com o mundo tão corrompido pelo dinheiro, pelo poder e pelo egoísmo, você não pode deixar de se perguntar: o que aconteceu com o coração?". Em entrevista à NME, a cantora afirmou que o título do álbum é "a pergunta mais importante, linda e triste que já me perguntei na minha vida".

## Gravação e produção
What Happened to the Heart? foi escrito, gravado e produzido entre a Noruega, Alemanha, Londres e Los Angeles. No álbum, Aurora trabalhou com seu colaborador de longa data Magnus Skylstad, junto com os músicos Ane Brun, Matias Tellez, Tom Rowlands do The Chemical Brothers, Chris Greatti e Dave Hamelin.

## Composição
Contendo 16 faixas, What Happened to the Heart? difere do som dos singles lançados anteriormente, conforme afirmado por Aurora antes do lançamento do álbum. O disco aborda temas sobre a constante perda de conexão espiritual na vida moderna, e questiona a falta de humanidade na sociedade. Também contém outros temas, como mudanças climáticas, capitalismo e problemas pessoais. O som do álbum inclui inspirações da música pop, techno e folk.
A faixa de abertura, "Echo of My Shadow", inicia o álbum de forma semelhante a uma oração, onde Aurora "canta vida e esperança de volta ao mundo". É liderada por vocais e cordas suaves. "To Be Alright", a segunda faixa, foi comparada por Otis Robinson da DIY às obras da cantora inglesa Kate Bush. É uma faixa disco-pop com ritmo dance dos anos 1990, em que ela alterna entre soprano e barítono suave. A terceira faixa, "Your Blood", é uma canção indie pop "antitética e despreocupada" com guitarras e melodias que lembram a banda de rock sueca The Cardigans. A faixa mostra o alcance vocal de Aurora, também alternando entre tons. Em "The Conflict of the Mind", Aurora implora a um amado para se abrir. A folclórica "Some Type of Skin" é principalmente um synth-pop, pop alternativo, e uma música Europop, com elementos de electropop. "The Dark Dresses Lightly" é um olhar após um rompimento alimentado por angústia, raiva e ressentimento. "My Name" apresenta a compositora norueguesa Ane Brun e contém o cansaço do "trauma não curado e da ignorância coletiva sobre o consumo excessivo ambiental". A música meio-folk "Do You Feel?" é seguida por "Starvation", que incorpora disco e synth-pop dos anos 1980, com elementos de música eletrônica e batidas psicodélicas; na música, ela confronta a arrogância e a evitação humanas.

## Divulgação

### Singles
What Happened to the Heart? foi precedido pelo lançamento de três singles. A canção "Your Blood" foi lançada em 8 de novembro de 2023 como o primeiro single do álbum, marcando o primeiro material musical solo da cantora desde The Gods We Can Touch, em 2022. O segundo single, intitulado "The Conflict of the Mind", foi lançado em 18 de janeiro de 2024 junto com um videoclipe co-dirigido por Aurora ao lado de Kaveh Nabatian. "Some Type of Skin" foi lançada como o terceiro single do disco em 20 de março de 2024; a canção foi performada pela primeira vez durante um show intimista no Lafayette, em Londres. O primeiro single promocional, "To Be Alright", foi lançado digitalmente em 31 de maio. "Starvation" foi enviada às rádios durante o lançamento do álbum como seu quarto single.

### Turnê
Para promover o What Happened to the Heart?, Aurora embarcará em sua sexta turnê, intitulada What Happened to the Earth?, entre junho de 2024 e agosto de 2025. Foi anunciada junto com o álbum em 28 de março de 2024.

## Indicações
What Happened to the Heart? foi indicado à importante premiação norueguesa Spellemannprisen (também conhecido como Grammy norueguês) para Lançamento do Ano e Pop Alternativo. Foi a primeira indicação de Aurora para a primeira desde 2017, quando foi indicada com seu álbum de estreia All My Demons Greeting Me as a Friend.

## Desempenho comercial
O álbum estreou em quinto lugar na VG-lista Topp 40 Album da Noruega, com vendas de 4,000 unidades na primeira semana, marcando o quarto top 5 de Aurora na parada e a sua maior semana de estreia em vendas no país desde Infections of a Different Kind (Step 1). No Reino Unido, o álbum estreou na oitava posição do UK Albums Chart com 6,100 unidades, se tornando o segundo top dez da cantora e a sua maior semana de estreia em vendas na região, superando o seu quarto álbum de estúdio, The Gods We Can Touch.

### Certificações
| Região (Certificador) | Certificação | Vendas |
| --------------------- | ------------ | ------ |
| Reino Unido (BPI)     | —            | 7,023  |

## Alinhamento de faixas
| Lista de faixas do What Happened to the Heart |                                          |                              |         |  |
| N.º                                           | Título                                   | Produtor(es)                 | Duração |  |
| 1.                                            | "Echo of My Shadow"                      | Aurora Tellez                | 4:05    |  |
| 2.                                            | "To Be Alright"                          | Aurora Tellez                | 4:06    |  |
| 3.                                            | "Your Blood"                             | Aurora Greatti               | 4:07    |  |
| 4.                                            | "The Conflict of the Mind"               | Aurora Greatti               | 4:15    |  |
| 5.                                            | "Some Type of Skin"                      | Aurora Greatti               | 3:11    |  |
| 6.                                            | "The Essence"                            | Aurora Rebscher              | 3:10    |  |
| 7.                                            | "Earthly Delights"                       | Aurora Tellez                | 3:21    |  |
| 8.                                            | "The Dark Dresses Lightly"               | Aurora Rebscher              | 3:35    |  |
| 9.                                            | "A Soul with No King"                    | Aurora Svabø                 | 4:24    |  |
| 10.                                           | "Dreams"                                 | Aurora Vetle Junker          | 4:24    |  |
| 11.                                           | "My Name" (com participação de Ane Brun) | Aurora Skylstad              | 3:20    |  |
| 12.                                           | "Do You Feel?"                           | Aurora Skylstad              | 3:02    |  |
| 13.                                           | "Starvation"                             | Aurora Rebscher              | 3:28    |  |
| 14.                                           | "The Blade"                              | Aurora Rebscher Dave Hamelin | 4:33    |  |
| 15.                                           | "My Body Is Not Mine"                    | Aurora Skylstad Tom Rowlands | 4:01    |  |
| 16.                                           | "Invisible Wounds"                       | Aurora Tellez                | 4:59    |  |
| Duração total:                                | Duração total:                           | Duração total:               | 62:01   |  |